# Entychides arizonicus
Entychides arizonicus là một loài nhện trong họ Cyrtaucheniidae. Loài này phân bố ở Hoa Kỳ.